# Ип, Эми
Э́ми Ип (кит. 葉子楣; 10 июля 1966, Гонконг) — гонконгская актриса. Стала известна благодаря съёмкам в эротических фильмах, а также благодаря своему внушительному бюсту (38D), который она ни разу не оголила, несмотря на частое появление в фильмах Категории III.

## Биография
Эми Ип родилась 10 июля 1966 год Гонконге. Она училась в Kau Kam English College, после окончания которого прошла курсы актёрского мастерства при канале ATV и начала карьеру на телевидении. Точная дата, когда она сделала операцию на груди, неизвестна, но случилось это где-то во время её работы на ТВ с 1984 по 1986 год, и в кино в середине 80-х она пришла уже такой, какой впоследствии её узнали зрители (в ряде интервью того времени она пыталась выдать свою грудь за натуральную, рассказывая, что та выросла у неё из-за того, что её мама запрещала ей носить бюстгальтеры). В 1987 году на подписала контракт с студией Golden Harvest и вскоре стала одной из самых плодовитых второстепенных актрис киноиндустрии. За три года с 1989 по 1991 она снялась в двадцати семи фильмах, хотя в большей их части её роли сводились к небольшим, но ярким камео-появлениям.
Успех и признание к Эми Йип пришли достаточно быстро — во многом благодаря той ловкой стратегии, которую выбрала актриса (и которая даже была отдельно оговорена в её контракте). Она охотно снималась в фильмах третьей категории, с готовностью бралась за сексуальные роли и без лишних споров раздевалась на экране, но ни разу за всю свою карьеру не обнажила грудь в кадре полностью — все благодаря хитрым углам съемок и тщательно выстроенной композиции кадра. Её самая «откровенная» роль на данный момент состоялась в картине «Секс и дзен» (1992), где у неё была страстная сексуальная сцена в бочке-ванной между её героиней и персонажем Цуй Кам-Конга, но даже в ней грудь на экране практически не появлялась. В кругу ценителей гонконгского кино даже родился особый термин Yip-tease, обозначающий откровенные сексуальные роли без прямого обнажения в камеру.
Удачно начавшаяся карьера Эми Йип не получила закономерного развития — в 1992 году она снялась всего в шести фильмах, а в последний раз появилась на экране в картине «Криминальный суд» в 1994 году, где её роль вновь свелась к небольшому камео. Причиной тому стал её гражданский муж, хирург Лим Ким-Хи, отношения с которым у актрисы начались ещё в 1991 году. В 1994 году Йип навсегда ушла из киноиндустрии, посвятив себя мужу и вполне традиционному бизнесу — ей принадлежит небольшой продовольственный бизнес в Гонконге и на Макао.
Уже закончив карьеру, Эми Йип не раз жаловалась, что за все те годы, которые она провела в кино, она получила не так много интересных ролей. Единственным исключением из этого печального правила она считает драматическую роль в картине 1991 года «Королева криминала».